# Noordhornertolhek
Noordhornertolhek est un hameau de la commune néerlandaise de Westerkwartier, situé dans la province de Groningue.

## Géographie
Le hameau est situé sur le canal Van Starkenborgh, entre celui-ci et la ligne de chemin de fer qui relie Groningue à Leeuwarden.

## Histoire
Un péage sur le Hoendiep est à l'origine du hameau ; le lieu a également été appelé Noordhorner Tolhuis. Noordhornertolhek est situé à l'endroit où le restant du vieux Hoendiep se jette dans le canal Van Starkenborgh. Ce dernier, à partir de Noordhornertolhek vers l'ouest, correspond à l'ancien Hoendiep du XVIIe siècle, approfondi et élargi dans les années 1930. Le tronçon du canal à l'est de Noordhornertolhek date entièrement des années 1930.
Noordhornertolhek fait partie de la commune de Zuidhorn avant le 1er janvier 2019, date à laquelle celle-ci est rattachée à Westerkwartier.

## Source
- (nl) Cet article est partiellement ou en totalité issu de l’article de Wikipédia en néerlandais intitulé « Noordhornertolhek » (voir la liste des auteurs).